# Distretto di Zurzach
Il distretto di Zurzach (in tedesco Bezirk Zurzach) è un distretto del Canton Argovia, in Svizzera. Confina con i distretti di Baden e di Brugg a sud, di Laufenburg a sud-ovest, con la Germania (circondario di Waldshut nel Baden-Württemberg) a nord e con il Canton Zurigo (distretto di Dielsdorf) a est. Il capoluogo è Bad Zurzach.

## Comuni
Amministrativamente è diviso in 15 comuni:
- Böttstein
- Döttingen
- Endingen
- Fisibach
- Full-Reuenthal
- Klingnau
- Koblenz
- Leibstadt
- Lengnau
- Leuggern
- Mellikon
- Schneisingen
- Siglistorf
- Tegerfelden
- Zurzach

### Divisioni
- 1816: Leuggern → Böttstein, Leuggern, Oberleibstadt
- 1832: Oberleibstadt → Full-Reuenthal, Oberleibstadt

### Fusioni
- 1866: Oberleibstadt, Unterleibstadt (distretto di Laufenburg) → Leibstadt
- 1899: Mellstorf, Wislikofen → Wislikofen
- 2014: Endingen, Unterendingen → Endingen
- 2022: Bad Zurzach, Baldingen, Böbikon, Kaiserstuhl, Rekingen, Rietheim, Rümikon, Wislikofen → Zurzach